# Мушталакси
Мушталакси — пресноводное озеро на территории Боровского сельского поселения Калевальского района Республики Карелии.

## Общие сведения
Площадь озера — 1,3 км². Располагается на высоте выше 134,3 метров над уровнем моря.
Форма озера продолговатая: оно вытянуто с запада на восток. Берега каменисто-песчаные, местами заболоченные.
Озеро соединяется короткой широкой протокой с озером Нюк, из которого берёт начало река Растас, впадающая в реку Чирко-Кемь.
В озере расположены два безымянных острова.
Код объекта в государственном водном реестре — 02020000911102000005629.